# 雨引山 (茨城県)
雨引山（あまびきさん）は、茨城県桜川市にある標高409.3mの山。旧岩瀬町と大和村の境に位置する山である。

## 概要
南北に連なる筑波連山の北部を構成する山の一つ。二等三角点「雨引」が置かれている。山の中腹に坂東三十三観音霊場の雨引観音（楽法寺）、麓に雨引千勝神社があり、関東ふれあいの道のコースにもなっている。

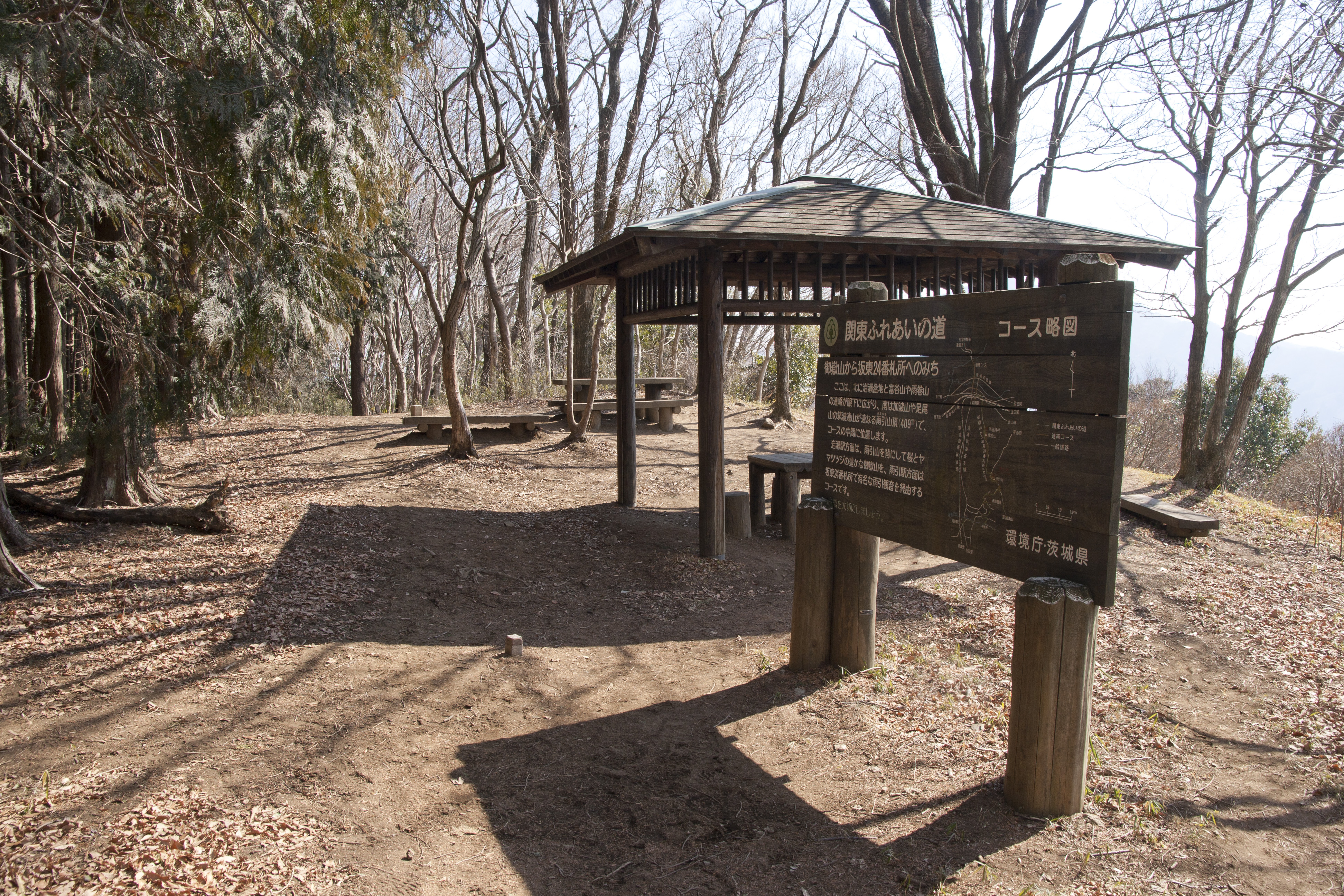
山頂の東屋
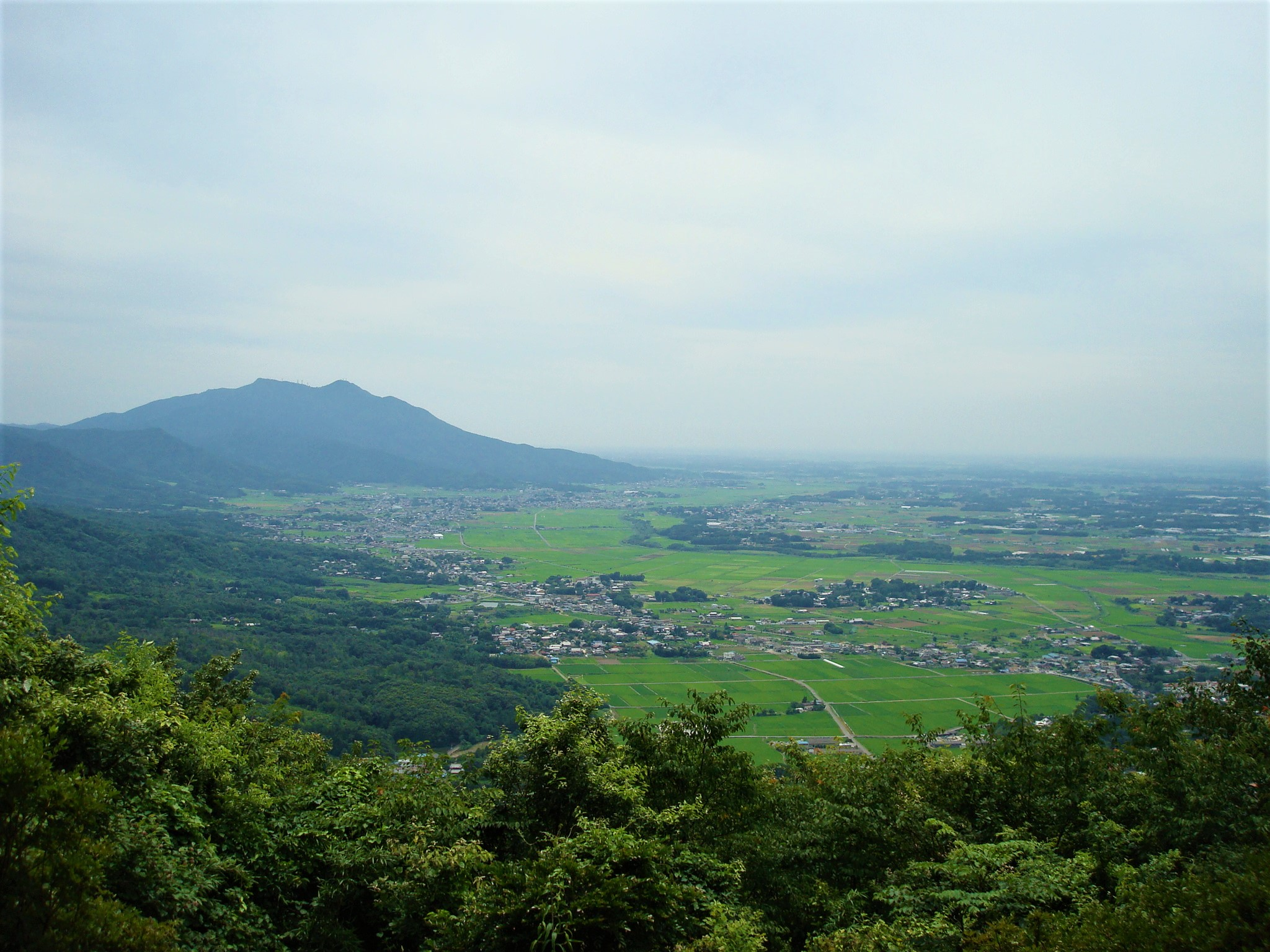
雨引山から見た筑波山と関東平野
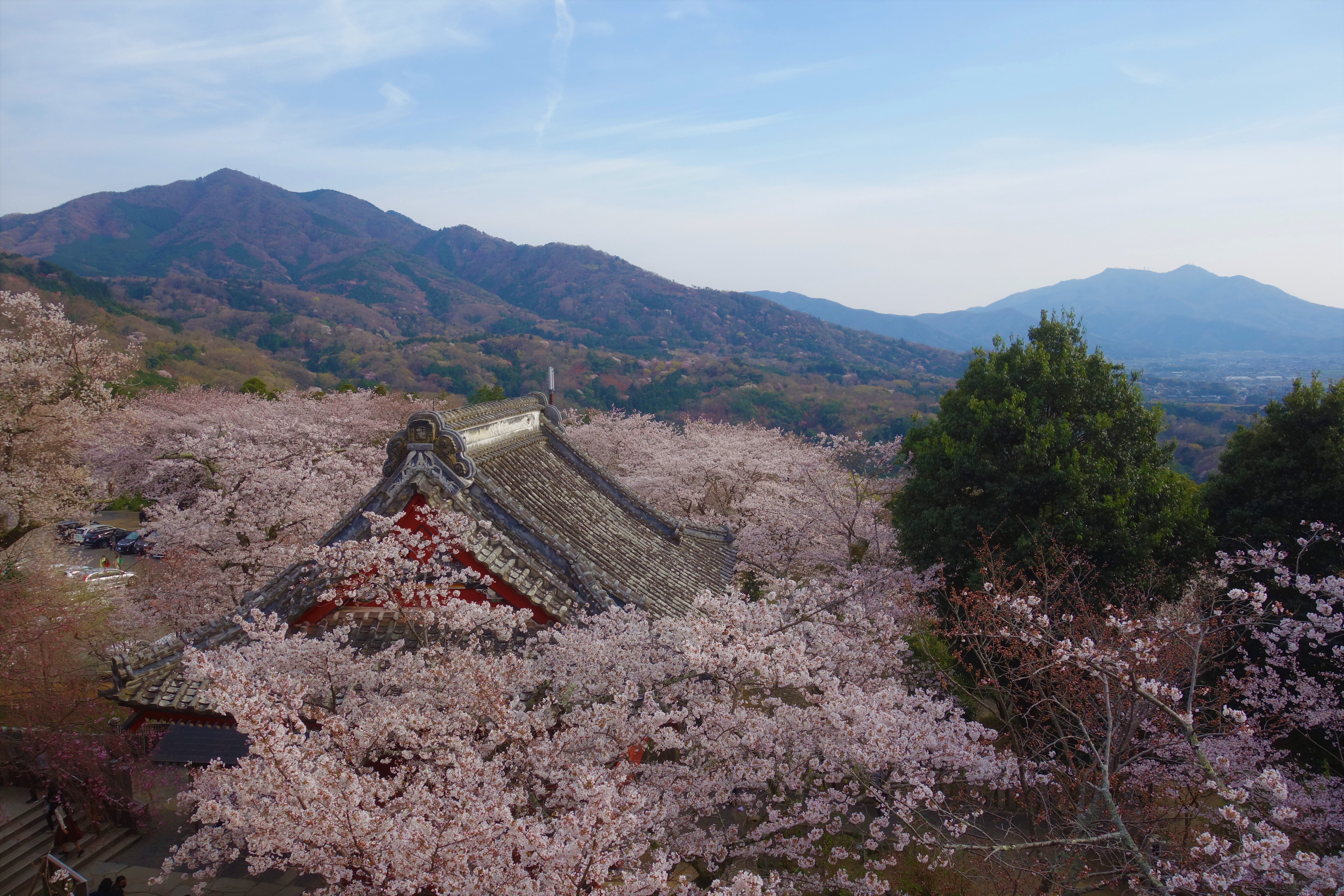
雨引観音からの加波山と筑波山